# Super Illius Specula
Super Illius Specula est une bulle pontificale émise en 1326 ou 1327 par le pape Jean XXII, qui donnait aux inquisiteurs le droit de poursuivre les auteurs de pratiques magiques, c'est-à-dire la sorcellerie, comme hérétiques.

## Historique du texte

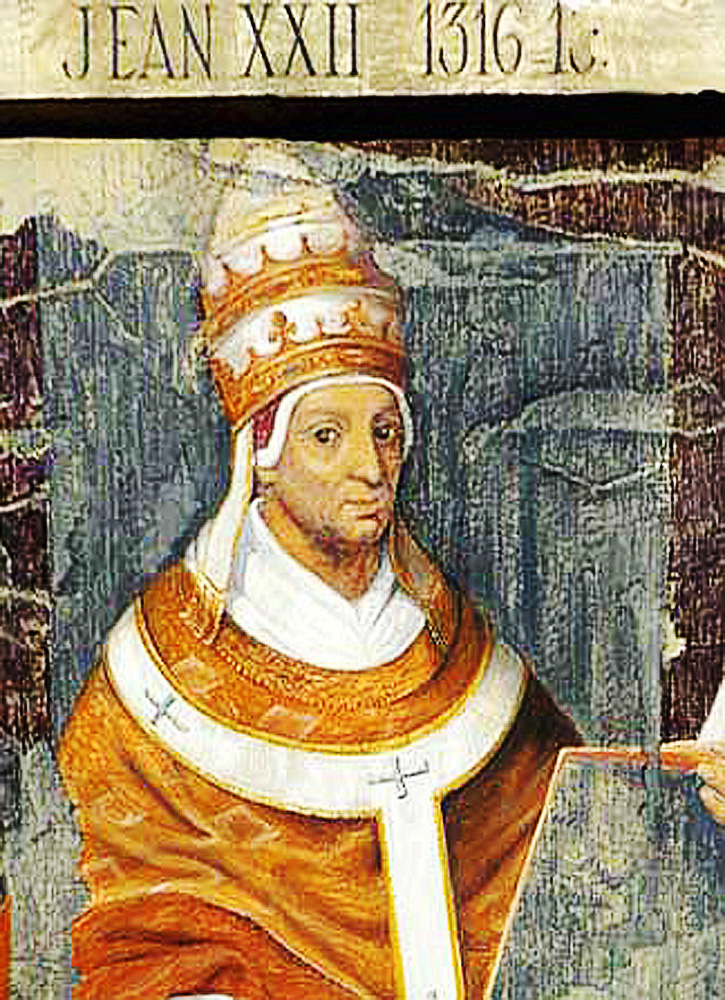
Pape Jean XXII (1316).

En 1320 le pape Jean XXII mandate des commissions d'enquêtes doctrinales et judiciaires pour rendre un avis sur la qualification des pratiques magiques, qui jusque-là n'avaient été traitées que comme un délit (ayant les caractéristiques de l'hérésie). L'objectif est de qualifier l'invocation des démons lors de pratiques magiques comme hérétique,.
Le pape Jean XXII se tourne en 1320 vers un certain nombre d'experts, dont le dominicain Augustin Gazothus et le franciscain Enrico del Caretto. Ce dernier produit un argumentaire censé démontrer la réalité du maléfice par l'image. Ainsi il est considéré que le démon est incarné et présent dans l'image tout comme le signifié existe dans le signe. Caretto se base dans sa démonstration par analogie sur le modèle de l'eucharistie et de la dimension contractuelle des sacrements.
Pour la première fois, il est ainsi clairement indiqué que les pratiques magiques auraient leur origine dans l'invocation des démons. Les rapports avec les démons ne sont plus considérés comme des illusions comme dans le Canon Episcopi, mais comme des réalités. Les savoirs associés à la pratique de la magie comme l'alchimie ou l'astrologie sont également abordés, ainsi que les sortilèges. Les personnes se livrant à ces pratiques sont identifiées désormais comme hérétiques et peuvent être poursuivies par l'inquisition.
La définition des pratiques magiques comme hérésie (« factum haereticale ») a donné à l'Inquisition les outils intellectuels pour poursuivre les hérétiques, en ce qu'elle promulgue que le fait hérétique ne se cantonne pas au domaine de l'opinion mais se manifeste par des actions.